# Argyrostrotis
Argyrostrotis é um gênero de traça pertencente à família Arctiidae.